# Der rote Prinz (1917)
Der rote Prinz ist ein österreich-ungarisches Stummfilmdrama aus dem Jahre 1917. Regie führten Jakob Fleck und Luise Kolm. Die Geschichte basiert auf einem Stück von Fritz Löhner-Beda.

## Handlung
Der verblichene Herzog von Walderode hat in seinem Testament verfügt, dass sein Sohn Hellmut, der sich seit 18 Jahren auf Reisen befindet, alleiniger Erbe seines Besitzes werden soll. Derzeitiger Nutznießer soll ein entfernter Verwandter namens Raoul von Stahl werden, der auch als Nacherbe genannt wird, sollte Hellmut nie mehr wieder auftauchen. Von Stahl macht sich nach dem Tod des alten Herzogs sofort daran, die Schulden, die der Bankier Graf Thalheim beim Alten hatte, einzutreiben. Thalheims Bankhaus ist aber so gut wie pleite. Ihm bleibt nichts anderes übrige, als das Familienschloss, auf dem er und seine Tochter Erika residieren, als Pfand einzusetzen. Zeitgleich verbreitet sich die überraschende Nachricht, dass der junge Erbe Hellmut von Walderode nach langer Zeit wieder heimgekehrt sei. Der gibt sofort seine Entscheidung bekannt, ein Drittel seines Vermögens der Arbeiterschaft und Wohlfahrtsanstalten zu spenden und erhält dadurch den Beinamen „Der rote Prinz“. Auch der Angelegenheit Thalheim nimmt sich Hellmut an. In Erika erkennt er dasjenige Mädchen, das er vor einigen Tagen per Zufall kennen gelernt und das ihn von Anbeginn verzaubert hatte.
Als überaus großzügig bekannt und voller Liebe für die junge Frau entbrannt, vernichtet der Erbprinz die gräflichen Schuldscheine, sodass das Heim der Thalheims nicht länger von Pfändung bedroht ist. Doch Erika hat ihren Stolz und will sich nichts schenken lassen. Daraufhin macht Hellmut dem Mädchen einen Heiratsantrag. Um dem Vater den Niedergang zu ersparen, willigt Komtesse Erika ein und hinterlässt ihrem bisherigen Verlobten Graf Kurt einen Abschiedsbrief. Im Angesicht der Trauung erfährt der „rote Prinz“ die ganze Wahrheit, weshalb Erika seinem Heiratsantrag zugestimmt hat, nämlich nicht aus Liebe, sondern lediglich zugunsten von Wohl und Wehe des Vaters. Ihr Neugatte ist bitter enttäuscht. Für Erbprinz Hellmut kommt es am folgenden Tag jedoch noch schlimmer: Ein Freund, den er zuletzt vor zwei Jahren in Afrika gesehen hatte, besucht ihn und erklärt, dass Hellmut mitnichten der eigentliche Erbprinz von Walderode sei, sondern lediglich dessen Reisebegleiter Marschall von Hohenelb. Erika kehrt daraufhin zu Vater und Schloss zurück, während sich Hellmut vor Gericht verantworten muss.
Hier erzählt er der Welt und seiner Gattin die haarsträubend-abenteuerliche Geschichte seines Lebens. Tatsächlich sei er von Hohenelb und habe den wahren Prinz auf all seinen Reisen begleitet. Eines Tages sei dieser in Afrika von einer Giftschlange gebissen worden. Ehe er dahingerafft wurde, habe der echte Erbprinz die Ereignisse auf Papier festgehalten und von Hohenelb als würdigen Nachfolger seiner selbst adoptiert sowie ihn als seinen Universalerben eingesetzt. Ebenfalls wurde von Hohenelb aufgetragen, weiterhin ausschließlich als Erbprinz Hellmut von Walderode aufzutreten und nur im äußersten Notfall (der jetzt eingetreten ist) seine wahre Identität zu lüften. Hellmut wird vom Gericht freigesprochen, und da er nun zu wissen glaubt, dass seine Frau ihn nicht liebt, will er wieder die Heimat verlassen und in die weite Welt hinausziehen. Erika erkennt die Güte ihres Mannes und wirft sich ein weiteres Mal in ihr Brautgewand, um ihm nun ehrlich ihre Liebe zu gestehen. Hellmut entschließt sich, unter diesen Umständen auf Walderode zu bleiben.

## Produktionsnotizen
Der rote Prinz wurde am 6. Juni 1917 uraufgeführt, Massenstart war am 12. Oktober 1917. Der Film besaß eine Länge von rund 1800 Metern, verteilt auf vier Akte.

## Kritik
In Wiens Neue Kino-Rundschau heißt es: „Die interessante Handlung dieses vorzüglichen Films wird durch die ausgezeichnete Darstellung der Mitwirkenden, insbesondere Wilhelm Klitsch in der Hauptrolle, unterstützt durch die schönen Aufnahmen, zu bester Wirkung gebracht.“